# ミトレネス
ミトレネス（またはミトリネス、希：MιθρένηςあるいはMιθρίνης、ラテン文字転記：MithrenesまたはMithrines、紀元前4世紀、生没年不明）は、アケメネス朝ペルシアの将軍である。
紀元前334年にアレクサンドロス3世率いるマケドニア軍が小アジアに侵攻し、グラニコス川の戦いでペルシア軍を破った。その後、アレクサンドロスはサルディスまでやって来たが、その時サルディスの砦の守備隊長を勤めていたミトレネスはアレクサンドロスに降伏し、以後彼はアレクサンドロスに同行した。紀元前331年のガウガメラの戦いの後、ミトレネスはアレクサンドロスによってアルメニア（未征服）の太守に任じられた。しかし、その後ミトレネスは歴史の表舞台から消えたため、その後の彼の動向は不明である。

## 註
1. ↑  アッリアノス, I, 17
2. ↑  ディオドロス, XVII. 21
3. ↑  アッリアノス, III, 16
4. ↑  ディオドロス, XVII. 64
5. ↑  クルティウス, V. 1. 4